# Astracantha octopus
Astracantha octopus är en ärtväxtart som först beskrevs av C.C.Towns., och fick sitt nu gällande namn av Dieter Podlech. Astracantha octopus ingår i släktet Astracantha och familjen ärtväxter. Inga underarter finns listade i Catalogue of Life.